# Bomolocha jonesalis
Bomolocha jonesalis là một loài bướm đêm trong họ Noctuidae.